# Parastenella spinosa
Parastenella spinosa is een zachte koraalsoort uit de familie Primnoidae. De koraalsoort komt uit het geslacht Parastenella. Parastenella spinosa werd in 1889 voor het eerst wetenschappelijk beschreven door Wright & Studer. 